# Gotra cyclosiae
Gotra cyclosiae là một loài tò vò trong họ Ichneumonidae.